# Max Lüscher
Pour les articles homonymes, voir Lüscher.
Max Lüscher est un psychologue et philosophe suisse né le 9 septembre 1923 à Bâle, et mort le 2 février 2017 à Lucerne.
Professeur suisse de psychologie, considéré comme le père de la psychologie des couleurs.
Il a inventé un test des couleurs qui permet d'évaluer l'état émotionnel d'une personne à un moment donné, en fonction de sa préférence de couleurs sur le moment.
Les recherches de Lüscher ont confirmé que l'utilisation de la juste couleur sur les emballages peut avoir un effet hypnotique sur l'acheteur. De même la coloration des objets peut influer sur leur succès commercial (par exemple la coccinelle de Volkswagen lui devrait une part de sa réussite).
Le test de Lüscher existe sous plusieurs formes : test complet utilisant un vaste nuancier, disponible seulement en allemand, test simplifié utilisant des cubes de couleurs.
Les résultats du test peuvent varier en fonction de l'âge (on a créé un quotient couleurs qui permet d'évaluer une sorte d'âge émotionnel via le test de Lüscher). Les personnes qui ont de l'énergie, de la créativité, du succès auraient à ce test un âge très jeune par rapport à leur âge réel.